# الحاجب (ردفان)

تعديل مصدري - تعديل

الحاجب هي إحدى قرى عزلة الحبيلين بمديرية ردفان التابعة لمحافظة لحج، بلغ تعداد سكانها 636 نسمة حسب تعداد اليمن لعام 2004.